# Pelodosotis
Pelodosotis elongatum
Genre
Espèce
Pelodosotis est un genre fossile d'amphibiens de la famille des Ostodolepididae (ordre des Microsauria). Il n'est représenté que par son espèce type, Pelodosotis elongatum, qui était active au début du Permien dans ce qui est aujourd'hui le territoire des États-Unis.

## Systématique
Le genre Pelodosotis et l'espèce Pelodosotis elongatum ont été décrits en 1978 par les paléontologues Robert L. Carroll et Pamela Gaskill (d),.

### Étymologie
L'épithète spécifique, du latin elongatum, « allongé », fait référence à la grande longueur de la colonne présacrée.

### Publication originale
- (en) Robert L. Carroll et Pamela Gaskill, « The order Microsauria », Memoirs of the American Philosophical Society, Philadelphie, vol. 126,‎ 1978, p. 1–211 (lire en ligne, consulté le 13 novembre 2022).